# Tujetsch
Tujetsch é uma comuna da Suíça, no Cantão Grisões, com cerca de 1.707 habitantes. Estende-se por uma área de 133,92 km², de densidade populacional de 13 hab/km². Confina com as seguintes comunas: Airolo (TI), Andermatt (UR), Disentis/Mustér, Gurtnellen (UR), Medel, Quinto (TI), Silenen (UR).
A língua oficial nesta comuna é o Romanche surselvano.

## História
Tujetsch foi mencionada pela primeira vez no ano de 1237, como Thiuesch.
Até 1976, Tujetsch era conhecida como Tavetsch.

## Geografia
Tujetsch tem uma área de 133,9 km2. Desta área, 25,7% é usada para a agricultura, enquanto 10,8% é ocupada por florestas. Do restante do território, 1,4% é ocupado por construções ou estradas, e os outros 62% representam porções improdutivas (rios, geleiras ou montanhas).

## Demografia
Tujetsch tem uma população (em 31 de dezembro de 2010) de 1.732 habitantes. Em 2008, 29,1% da população era composta por estrangeiros. Nos últimos 10 anos, houve um crescimento populacional de 25,1%. A língua romanche é falada por 66,2% da população, enquanto o alemão por 19,7% e o italiano por 2,6%.